# Tapinocyba cameroni
Tapinocyba cameroni is een spinnensoort in de taxonomische indeling van de hangmatspinnen (Linyphiidae).
Het dier behoort tot het geslacht Tapinocyba. De wetenschappelijke naam van de soort werd voor het eerst geldig gepubliceerd in 2007 door Dupérré & Paquin.